# Гном

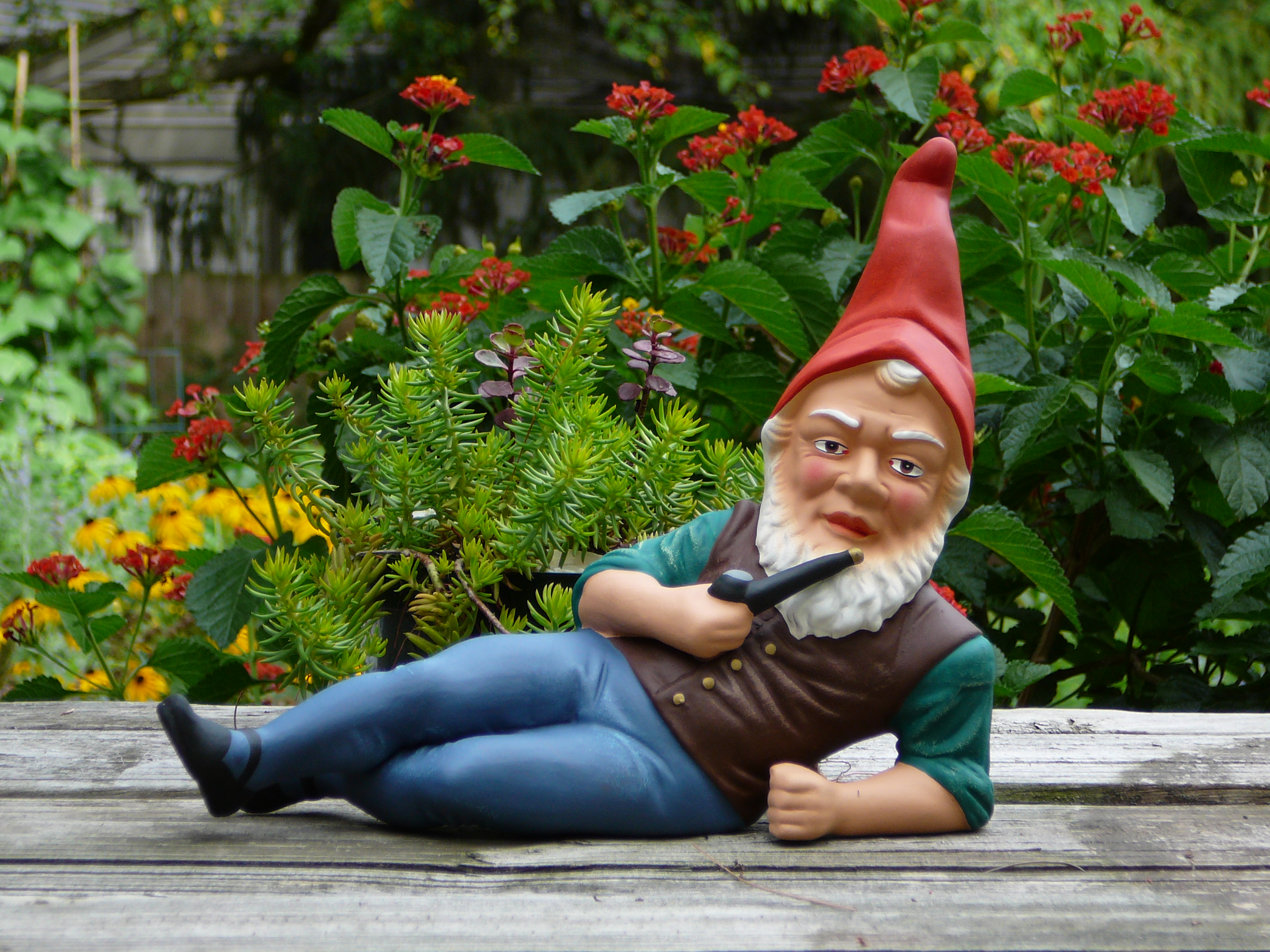
Скульптура німецького садового гнома

Дерев'яні фігурки гномів. Донецьк. Парк в центрі міста.

Гно́ми — збірна назва карликових підземних жителів з міфології та фольклору народів Європи. Традиційно гномам приписується мудрість, знання ковальства та шахтарства, охорона підземних скарбів. У різних народів ці істоти мають різні назви. В германських народів вони відомі як дверги, цверги чи дворфи. Назва «гном» була запроваджена алхіміком Парацельсом у XVI ст. для позначення елементалів землі та поширена відтоді в негерманських народів Європи.
В сучасному фентезі гноми є однією з основних рас, риси якої зазвичай поєднують як риси фольклорних гномів, так і реальних народів, переважно — германських.

## Етимологія
Англійське «дворф» (dwarf) походить від староанглійського dweorg чи протогерманського *đwergaz. У давній скандинавській мові воно виглядало як dvergr, в давньоверхньонімецькій — twerg. Імовірно, вони утворені від індоєвропейського кореня *dheur-, що означає «збиток», або *dhreugh, спорідненим з англійським dream — «сон», «мрія» чи німецьким trug — «обман». Обидва варіанти близькі до санскритського dhvaras — «демонічна істота», дев.
Слово «гном», як вважається, походить з грецької мови і виникло в XVI столітті як похідне від gēnomos (грец. γη-νομος, досл. «житель землі»). Етимологи приписують його авторство швейцарському алхімікові Парацельсу, в чиїх працях воно з'явилося вперше та позначало елементалів землі.
Також існує гіпотеза про походження слова від «гносис» (грец. γνώσις), що з грецької мови означає «знання». За нею, Парацельс ввів слово «гном» тому, що гноми знають і можуть відкрити людині точне місцезнаходження прихованих в землі металів. Подібно до грифів в еллінських і східних повір'ях та драконів — німецьких, обов'язок гномів в тому, аби охороняти потаєні скарби.

## Гноми в міфології та фольклорі
Міфологічні уявлення про гномів відомі передусім з поетичної та прозової Едди (XIII ст.). З гномами там ототожнюються чорні ельфи, жителі Світу чорних ельфів. Пророкування вельви пояснює походження гномів від крові Бріміра та кісток Іміра, обидва з яких вважаються іменами велетня Іміра, з тіла котрого утворився світ. Прозова Едда описує, що гномами стали опариші, котрі завелися в тілі Іміра, коли той помер. Бог Одін перетворив частина опаришів на гномів, а частину — на світлих ельфів. Гноми стали майстерними ковалями, що обробляли метали й дорогоцінне каміння, виготовляли коштовності, в тому числі для богів. Поетична й прозова Едди містять понад сотню імен різних гномів. У поетичній чотирьом з них (Нордрі, Судрі, Аустрі та Вестрі) приписується підтримка неба в різних сторонах світу. В «Пісні про Нібелунгів» підземні карлики допомагають людині — Зігфріду.
У фольклорі германських народів гноми відомі під різними назвами: дворфи, цверги, дверги, кобольди. Зазвичай вони описуються ростом з дитину, але наділеними надприродною силою, носять довгі бороди і живуть набагато довше, ніж люди. Гноми надзвичайно образливі й примхливі. У надрах землі вони зберігають скарби — коштовні камені й метали; вони майстерні ремісники, можуть виковувати чарівну зброю й інші предмети. Загалом — це добрий і працьовитий народ, але гноми не люблять людей за зазіхання на свої скарби. Вони ховаються в глибоких гірських печерах, там побудовані ними підземні міста і палаци. Іноді гноми виходять на поверхню, і якщо зустрінуть в горах людину — лякають її гучним криком.

## Гноми у фентезі
Сучасний образ казкового гнома багато в чому визначений творчістю братів Грімм, які в 1812 році випустили «Дитячі і домашні казки». Гноми братів Грімм добродушні, пустотливі, хоча іноді бувають ворожі до людей.
У сучасних фентезійних творах для позначення істот, що відповідають фольклорним гномам, існує два слова  — «гном» (англ. gnome) і «дворф», дослівно «карлик» (англ. dwarf, також англ. dwarve), введене Джоном Толкіном. Залежно від конкретного твору, це можуть бути як синоніми так і назви різних істот. Дворфи Толкіна (в українському перекладі гноми) заклали основи образу цих істот в сучасному фентезі: кремезні, бородаті, без магічних здібностей, недовірливі, запальні та жадібні до багатств, але вправні ковалі й будівельники.
У творчості таких письменників як Нік Перумов, настільних іграх як Dungeons and Dragons, гноми і дворфи є різними істотами, хоч зазвичай і схожими зовні. Різниця може полягати у, наприклад, схильності до магії в одних на противагу будівництву машин в інших.